# Mudinepalli
Mudunepalli là một trong 50 mandal thuộc huyện Krishna, bang Andhra Pradesh.